# Augustiner-Eremiten-Kloster (Herford)

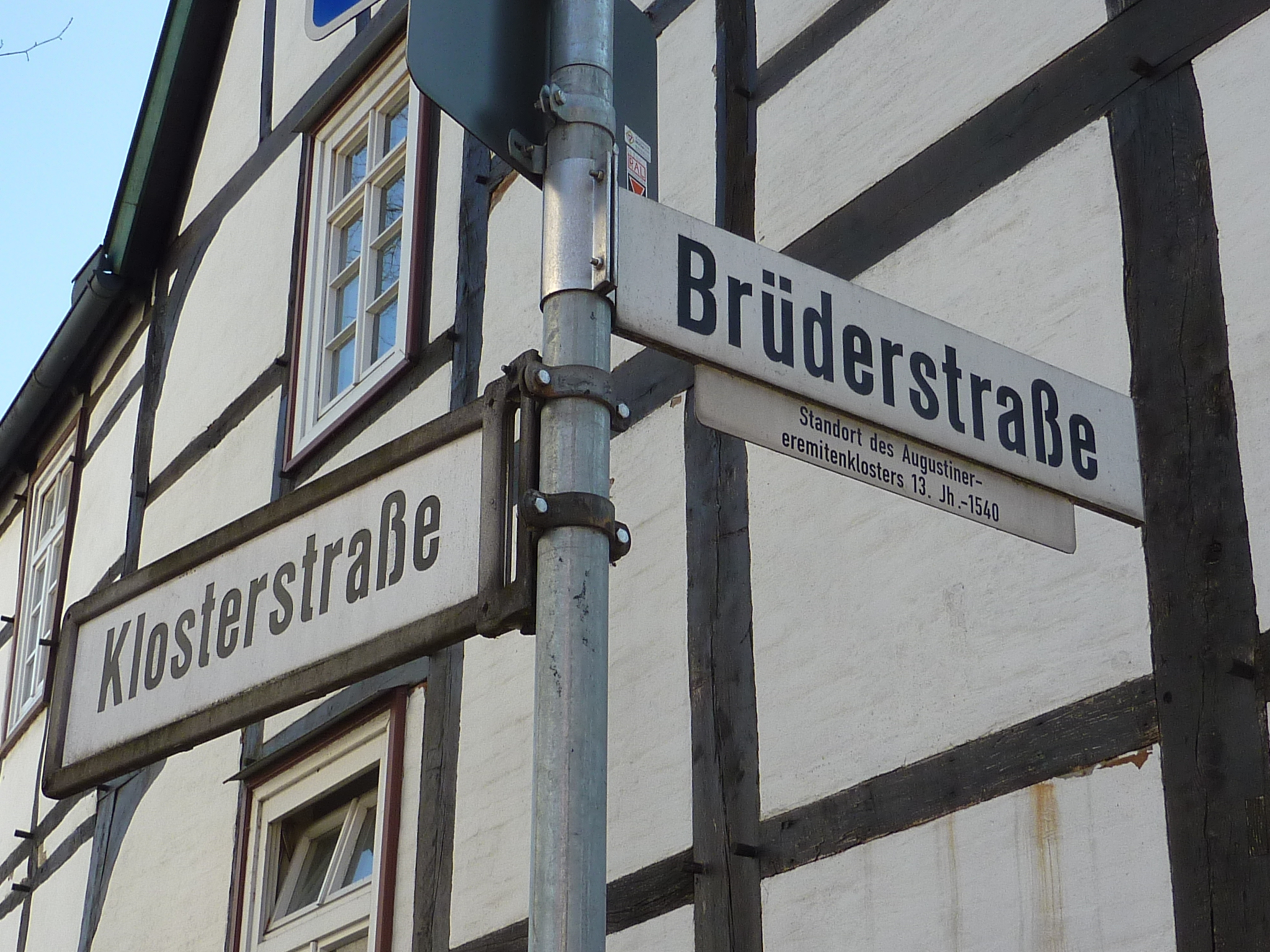
Straßenname und Hinweisschild erinnern an das Kloster

Das Augustiner-Eremiten-Kloster war ein mittelalterliches Kloster in Herford in Nordrhein-Westfalen. Es befand sich in der Altstadt im Bereich zwischen der Brüderstraße, der Klosterstraße, dem Gehrenberg und der ehemaligen Bowerre. Wie die Brüderstraße und die Klosterstraße erinnert seit 2018 auch der Augustinerplatz an den ungefähren Standort des Klosters.

## Geschichte

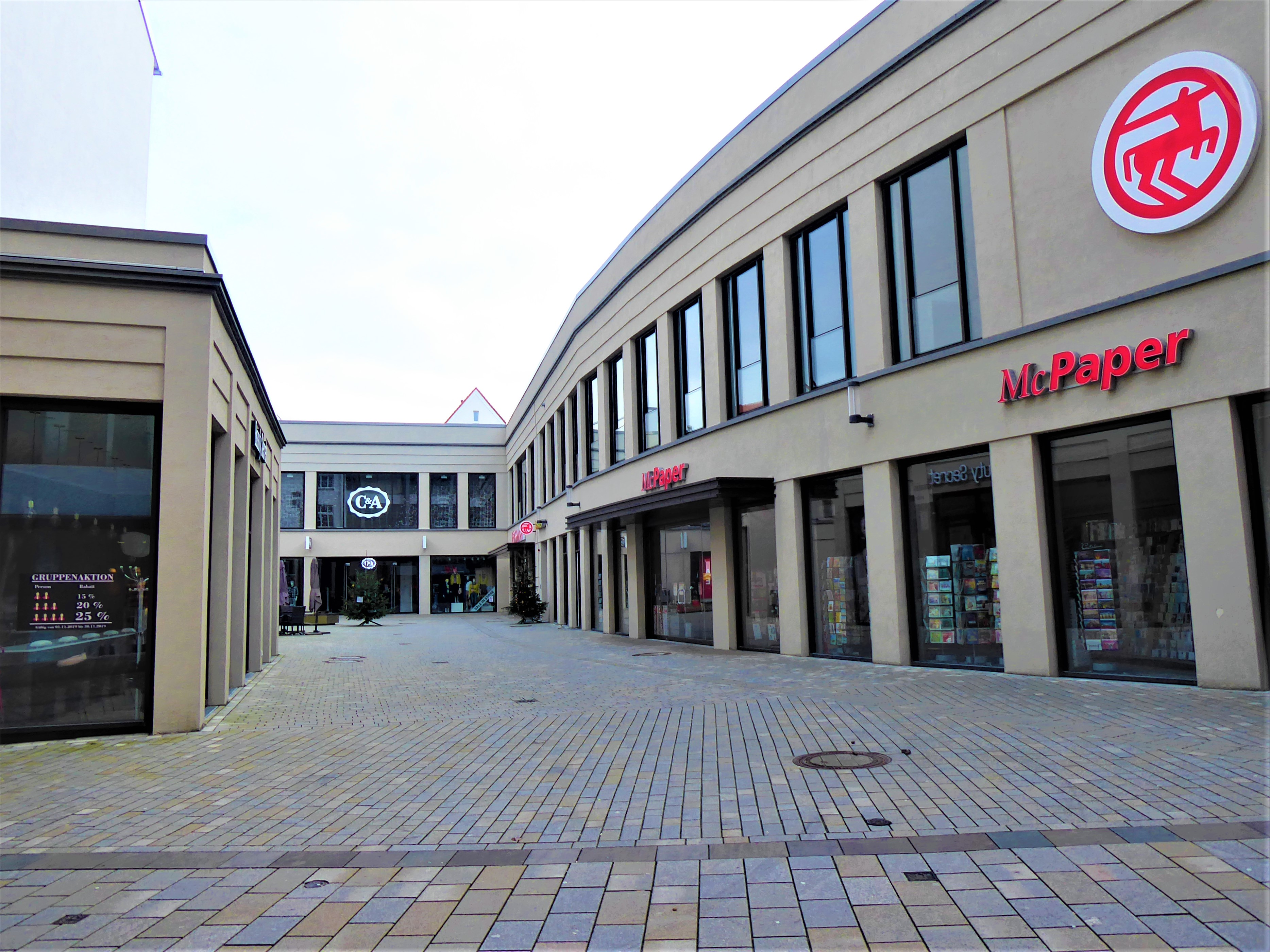
Der Augustinerplatz

Nachrichten zur Früh- und Gründungsgeschichte des vor 1288 gegründeten Konvents sind kaum überliefert. Die Klosterkirche wurde zwischen 1280 und 1300 gebaut. Es war eine dreijochige Saalkirche. Die Festsetzung der Termineibezirke mit dem Kloster Einbeck erfolgte 1316. In der ersten Hälfte des 14. Jahrhunderts folgten die Errichtung von zwölf Termineien und Hospitien. Bei seinem Besuch in Herford übernachtete Kaiser Karl IV. 1377 im Kloster, 1379 fand hier das Kapitel der thüringisch-sächsischen Provinz der Augustiner-Eremiten statt.
Im 15. Jahrhundert kam es im Herforder Konvent und durch Fraterherren mehrfach zu Reformbemühungen, aber auch zu Auseinandersetzungen mit der Stadt. 1478 schränkte der Stadtrat die Rechte des Konvents ein, verjagte die Observanten und verbot dem Konvent Predigt und Bettel auf öffentlichen Plätzen, das Lesen der Messen in städtischen Kirchen und die Nutzung der städtischen Mühlen.
Das reformatorische Gedankengut fand bereits früh Einzug in den Herforder Konvent, der in den 1520er Jahren die Reformation im Kloster einführte. Auch in der Stadt betrieb der Konvent die Durchsetzung der Reformation. Der Augustiner-Eremit Johann Dreier gilt als der Reformator Herfords. Er verließ den Konvent 1530 und wurde erster lutherischer Prediger am Herforder Münster. Am 7. April 1532 verlas er hier die von ihm verfasste neue Herforder Kirchenordnung, die 1534 in Wittenberg gedruckt wurde. Die Aufhebung des Augustiner-Eremitenklosters erfolgte 1540.
Nach der Aufhebung des Konvents wurden die Besitzungen an die Stadt und die Reichsabtei Herford übergeben. Die vermutlich der heiligen Maria geweihte Klosterkirche wurde zweigeteilt. Der östliche Teil wurde Schulkirche, der westliche Speicher. Seit 1692 diente der westliche Teil als evangelisch-reformierte Pfarrkirche. Er wurde 1772, die Schulkirche 1806 abgebrochen. Die letzten Bauteile des Klosters wurden 1886 abgerissen. Ein Teil der Steine wurde zum Bau der Steintorbrücke verwendet. Einige der dort verbauten Steine konnten der Augustinerkirche zugeordnet werden.
1869 wurde an der Stelle der alten Augustinerkirche in der Brüderstraße ein Gebäude im klassizistischen Stil für das Friedrichs-Gymnasium gebaut. Es wurde 1972 abgebrochen, damit dort ein Kaufhaus gebaut werden konnte.
Im März 2017 wurden bei Bauarbeiten für das Altstadt-Center Reste der Nordmauer der früheren Klosterkirche gefunden. Der Platz innerhalb des Altstadt-Centers erhielt den Namen Augustinerplatz. 